# Дюссельдорф-Лёрик
Лёрик (нем. Lörick) — административный район Дюссельдорфа, расположенный на левом берегу Рейна в городском округе 04. Для района характерны контрасты между сельской идиллией и плотно застроенным офисным районом с высотными зданиями.

## География

### Положение
Район, расположенный прямо на Рейне, граничит с районами Дюссельдорфа Нидеркассель, Оберкассель и Хердт, а также с районом Бюдерих города Мербуш и в просторечии известен как Дюссельдорфский Шель-Зик ("перекошенная/изнаночная сторона").

### Разработка и использование
Часть Лёрика представляет собой преимущественно пригородную застройку, состоящую преимущественно из одно- и двухквартирных домов высокого современного стандарта. Старый центр города, Альт-Лёрик, имеет деревенский характер. Новые здания адаптируются к особенностям местного ландшафта.

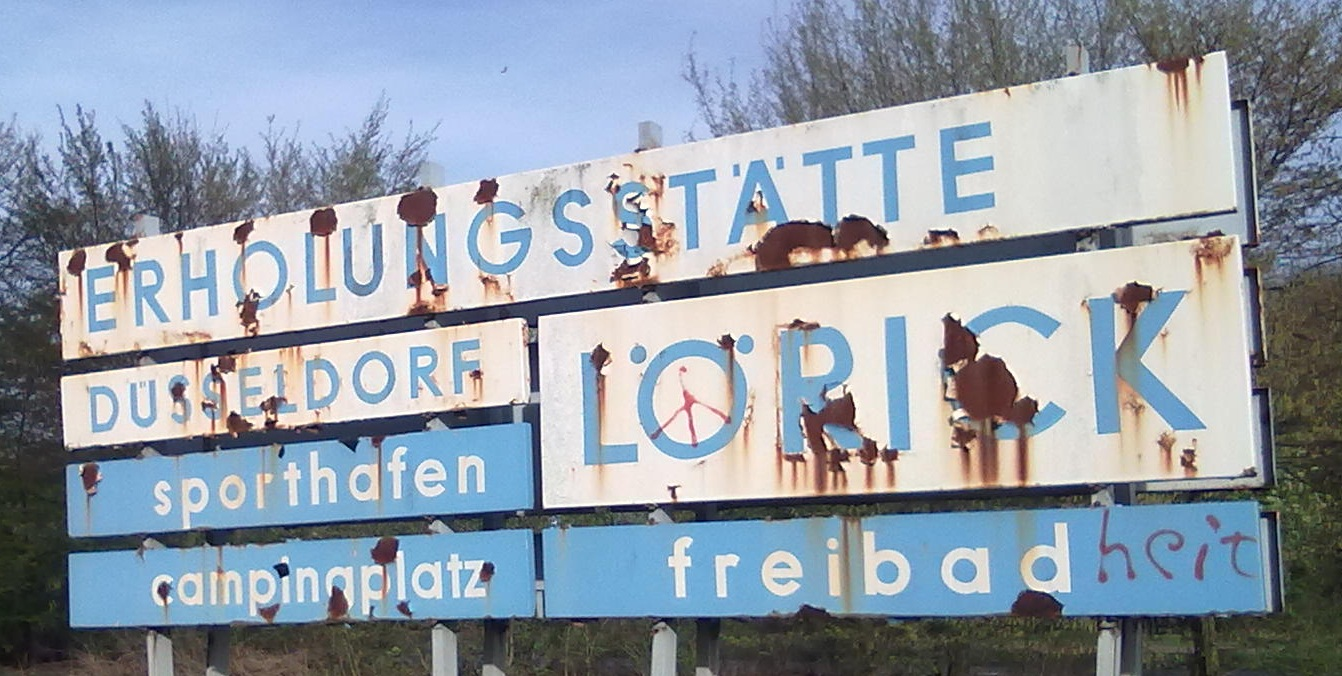
Бывший указатель на центр отдыха в Лёрике

Напротив, в офисном районе Зештерн расположено множество высотных зданий, которые обеспечивают работой 10 000 человек на площади около 450 000 м². Здесь находятся штаб-квартиры многочисленных компаний из сферы коммуникаций, а также японских компаний. Также есть пять отелей с примерно 1500 спальными местами. В Лёрике сосредоточено 9% всех мест ночлега в Дюссельдорфе и около 5,5% всех офисных площадей столицы земли.
Лёрик также известен как популярное место для экскурсий благодаря своей современной зоне отдыха с открытым бассейном, спортивной гаванью и кемпингом. «Strandbad Lörick» с открытым бассейном и большими лугами расположен прямо на берегу Рейна в Нидеркасселер-Дайхе. Так называемая Райская гавань, спортивная гавань Лёрикс, расположена к северу от озера у открытого бассейна и соединена с ним протокой. Оба они на самом деле являются частью старого рукава Рейна, но сохранили свою нынешнюю форму благодаря добыче гравия.

## История

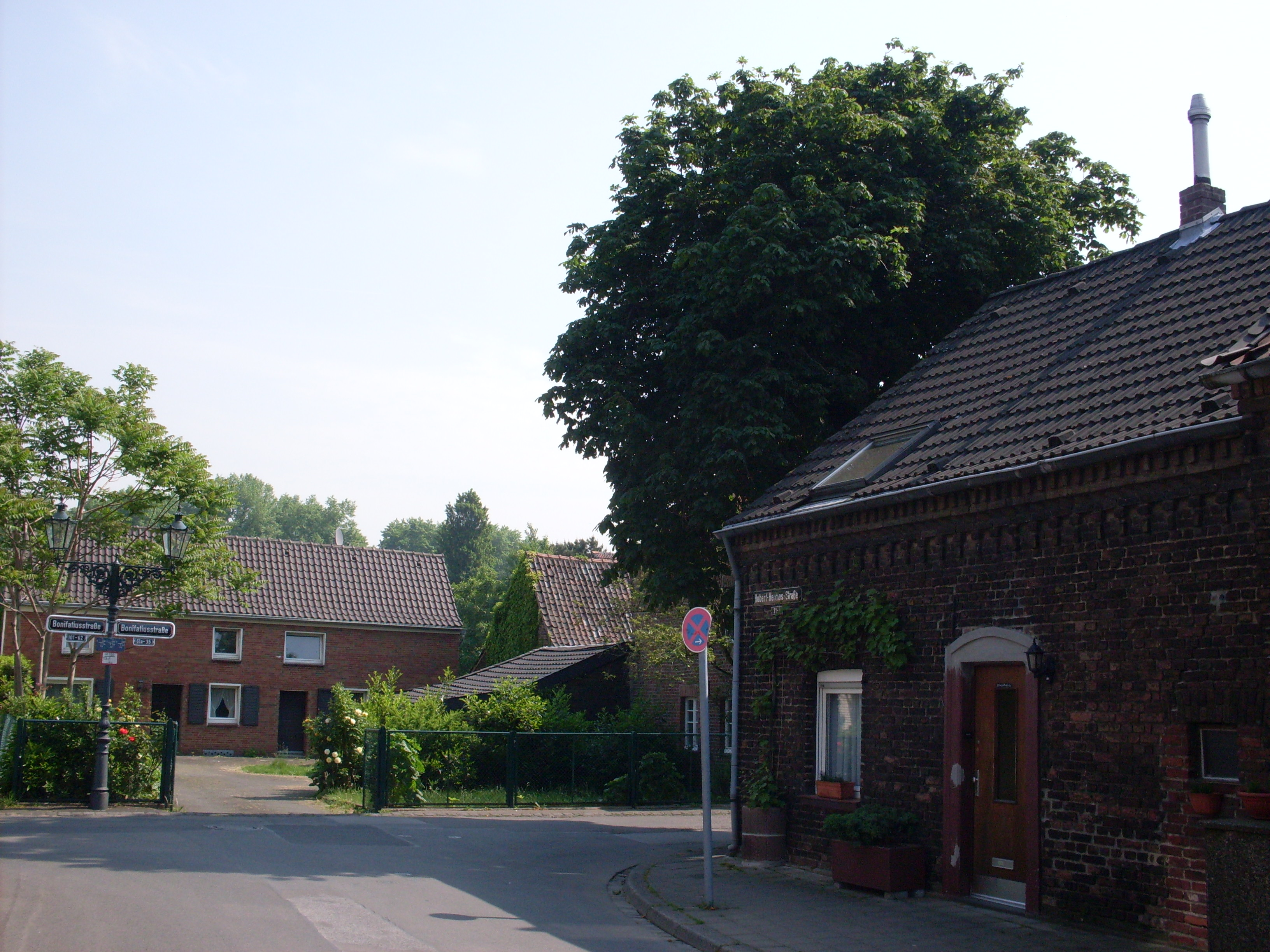
Старый Лёрик

### Археологические находки
Раннесредневековое кладбище, захоронения на котором были обнаружены недалеко от Ильверихерштрассе в 1950 и 1957 годах, является свидетельством начала деятельности Лёрика. Могилы датируются серединой V века, а самые последние находки датируются примерно 700 годом нашей эры. В замечательно сохранившейся мужской могиле второй половины V века был обнаружен особый меч, который специалисты называют «типом Оберлёрик-Самсон-Абингдон» из-за металлических накладок на ножнах.

### Ранняя история

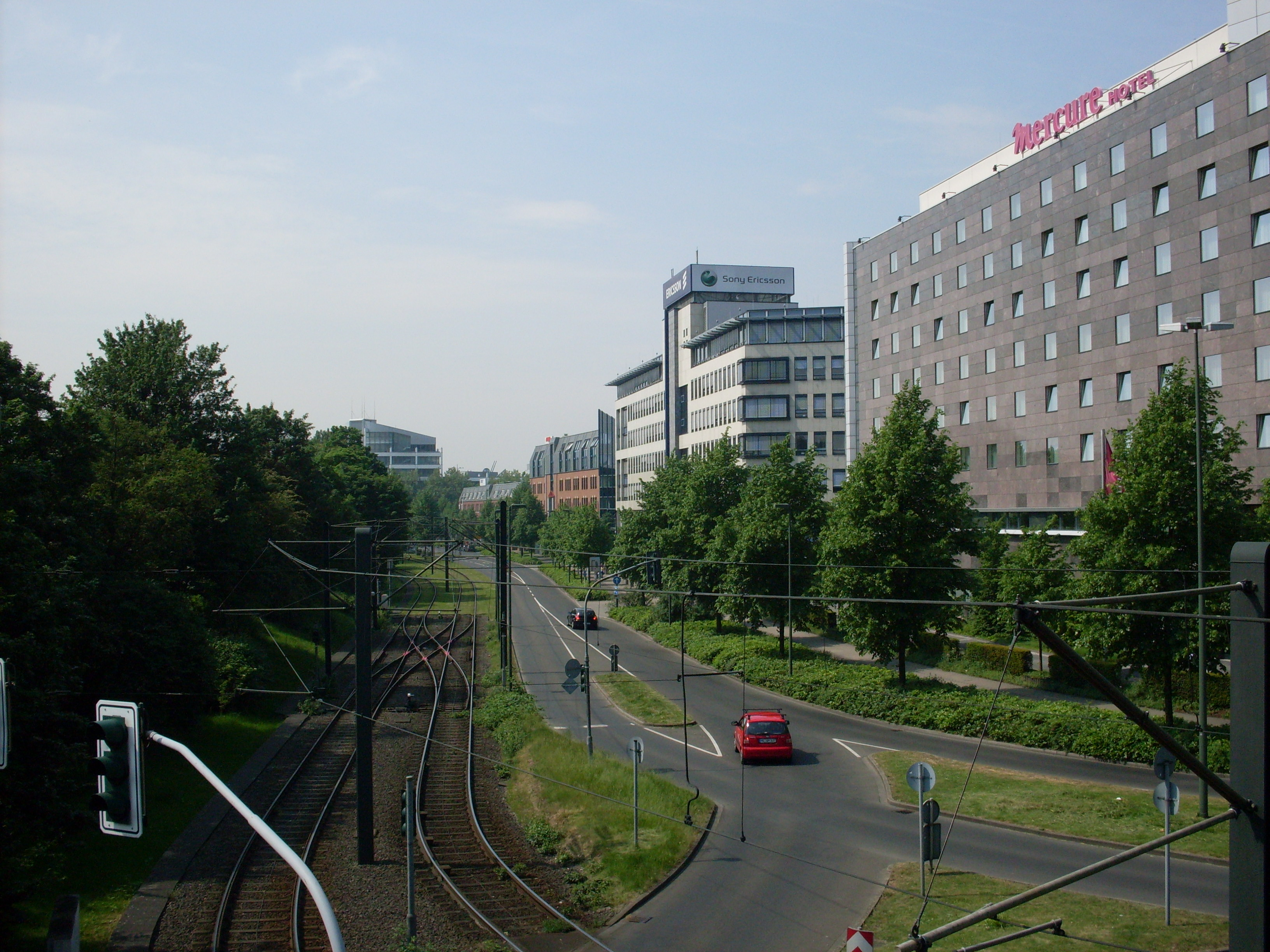
бизнес-район Зештерн

Административный округ Дюссельдорфа № 4, включающий ныне Лёрик, Нидеркассель, Оберкассель и Хердт, по сути соответствует территории сельской общины Хердт, которая впервые упоминается в документах IX века. Лёрик, первоначально, вероятно, называвшийся Лурихе или Лурике, был районом всего с несколькими усадьбами, которые к началу XIX века превратились в деревню и относились к  приходу Хердта.
В документе 1300 года Лёрик упоминается как «Нидерлёрик». В этом документе Арнольд, господин Рандерата, продал ферму монастырю Мер, которая была названа «Циллес-Хоф» около 1400 года по имени её тогдашнего арендатора. Поскольку эта территория на левом берегу Рейна вплоть до конца XVIII века находилась под юрисдикцией архиепископа Кёльна, деревня, расположенная в излучине Рейна, на протяжении столетий тяготела к поселениям левого берега Рейна.
До 1794 года Лёрик входил в состав амта Линн вместе с Хердтом, а затем под французской оккупацией до 1814 года — в состав кантона Нойс. Эта принадлежность к Хердту на короткое время изменилась в начале «прусского периода» на Нижнем Рейне. В расследовании 1817 года Лёрик был указан как деревня под названием «Нидерлёрик», которая совместно управлялась мэрией Бюдериха в округе Нойс. Помимо Хердта, в эту мэрию входили также «Оберкассель» и «Нидеркассель».
В описании административного округа Дюссельдорфа от 1836 года деревня указана как «Оберлёрик» в мэрии Хердт района Нойс. В то время в деревнях Нидеркассель проживало 370 жителей, Оберкассель — 209 жителей, а Оберлёрик — 165 жителей. В начале XX века всё ещё существовало различие между «Нидерлёрик» и «Оберлёрик». В официальной публикации 1915 года Нидерлёрик с полем Лёрик были указаны в муниципальном районе Бюдерих, и только Оберлёрик относился к объединенной территории Дюссельдорфа.